# William Saurin Lyster

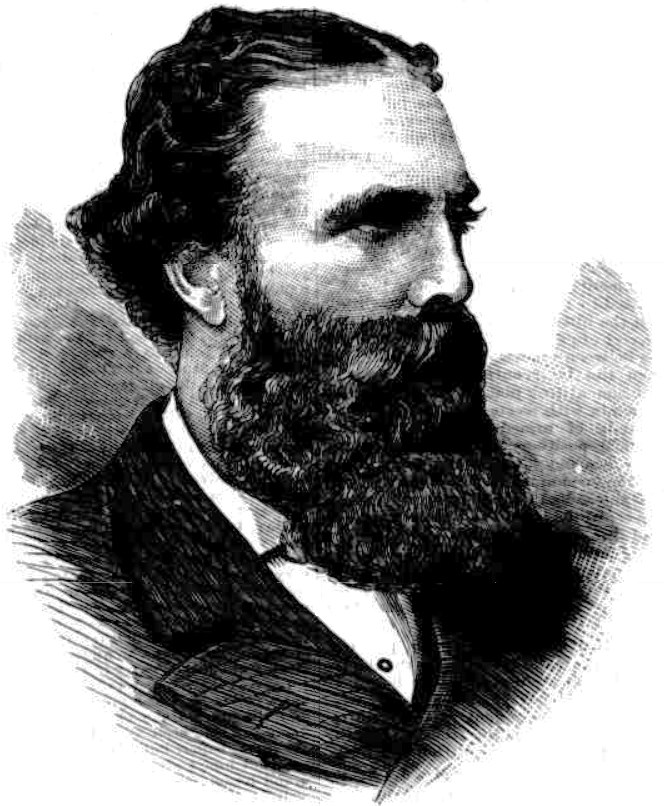
William Saurin Lyster

William Saurin Lyster (* 21. März 1828 in Dublin; † 27. November 1880 in Melbourne) war ein australischer Opernimpresario irischer Herkunft.
Der Sohn des Captain Chaworth Lyster und Neffe des Attorney General von Irland, William Saurin (nach dem er benannt wurde), wurde in seiner Jugend wegen seiner schwachen Gesundheit mit einem Walfänger zur See geschickt und lernte auf dieser Reise 1842 Sydney und Melbourne kennen. Sofort nach seiner Rückkehr nach Dublin brach er 18-jährig nach Indien auf, um sich dort als Indigo-Pflanzer zu versuchen. Von dort ging er 1847 als Freiwilliger im „Kaffern-Krieg“ unter Harry Smith nach Südafrika.
1848 reiste er mit seinen Brüdern Frederick und Mark nach Amerika. Mark stürzte während der Reise über Bord, während sein Bruder Frederick in New York in der Oper Fra Diavolo als Sänger debütierte. William Lyster selbst ging als Söldner nach Nicaragua. 1854 trat er als Schauspieler in dem Stück The Wonder: A Woman Keeps a Secret zur Eröffnung des neuen Bostoner Theaters auf.
1857 gründete er mit seinem Bruder eine Operntruppe mit Frederick als Dirigent, dessen Frau Rosalie Durand als Sopranistin und seiner späteren Ehefrau Georgia Hodson, der Schwester der Schauspielerin Fanny Hodson als Mezzosopranistin. Die Truppe trat zwischen 1857 und 1859 in New Orleans, Chicago und San Francisco auf, bevor sie in voller Besetzung, mit Solisten, Chor und Orchester und nunmehr auch der Sopranistin Lucy Escott und dem Tenor Henry Squires nach Australien ging und im März 1861 mit Lucia di Lammermoor am Theatre Royal in Melbourne debütierte.
In den nächsten Jahren führte Lyster mit seiner Truppe, der inzwischen auch der Sänger Armes Beaumont angehörte, in Australien und Neuseeland mit Erfolg Opern wie Les Huguenots, Lurline, Don Giovanni, I Puritani, The Lily of Killarney von Julius Benedict, Faust, Le prophète, Oberon, Semiramide, L’Africaine, William Tell und A Masked Ball auf. Er kaufte sich Land in der Nähe von Melbourne und eröffnete die Farm Narree Worron Grange.
Seine Rückkehr nach Amerika 1868 wurde ein finanzielles Desaster. Lyster musste seine Theatertruppe auflösen, sein Bruder Frederick übernahm mit seiner zweiten Frau, der Schauspielerin Minnie Walton das Management des California Theatre in San Francisco, er selbst kehrte nach Melbourne zurück.
Hier gründete er mit John W. Smith die Lyster Smith Opera Company, die aus zwei Ensembles bestand, einem italienischsprachigen für die italienische und einem englischsprachigen für die französische, deutsche und englische Oper. Die Company debütierte 1870 mit Verdis Ernani, es folgte die australische Erstaufführung von I Vespri Siciliani. Nachdem die italienischen Sänger nach einer wechselhaft erfolgreichen Saison nach Hause zurückgekehrt waren, reorganisierte Lyster die Kompagnie und eröffnete 1871 im Opernhaus Prince of Wales in Melbourne sehr erfolgreich mit Jacques Offenbachs Die Großherzogin von Gerolstein mit den Sängern Fanny Simonsen, Armes Beaumont und Edward Farley. Im nächsten Jahr folgten Orpheus in der Unterwelt und Ritter Blaubart.
1873 ging er mit seiner Truppe nach Sydney, während das Haus in Melbourne von einer italienischen Truppe unter Augusto Cagli übernommen wurde, deren Manager Lyster wurde. 1877 brachte Lyster als erste Oper Richard Wagners seinen Lohengrin, auf eine australische Bühne. Es folgten die Erstaufführungen von La forza del destino (1878) und Carmen (1879). Auf einer Erholungsreise 1879 wurden ihm die australischen Rechte für Gilbert und Sullivans Erfolgsoper H.M.S. Pinafore angeboten.
Auf Grund seiner angegriffenen Gesundheit und nach einem Eifersuchtsdrama während einer Aufführung der „Hugenotten“ in seinem Theater in Melbourne, bei dem der Ehemann seine Frau und deren Liebhaber verletzte und sich selbst tötete, beschloss Lyster, sich auf seine Farm zurückzuziehen, er verstarb jedoch vorher in Melbourne.